# Снова голый
«Снова голый» (швед. Naken) — фильм шведских режиссёров братьев Кнутссон, пародия на фильм «День Сурка».

## Сюжет
Андерс работает в рекламном агентстве и ведёт беззаботный образ жизни. Из-за очередной конфузной ситуации он кажется привлекательным дочери своего босса, и вот уже у них назначена свадьба.
Накануне свадьбы состоялся мальчишник, организацию которого взял на себя Пьер, коллега по работе и тайный завистник Андерса, которому не удалось заполучить в жёны дочь босса. Из зависти он пытается расстроить свадьбу своего «друга». Поэтому на холостяцкой вечеринке он делает всё для того, чтобы напоить Андерса до бесчувствия, скомпрометировать, отснять всё на фотоаппарат, раздеть, снабдить презервативом и бросить друга в лифте «на произвол судьбы».
И вот, утром в главный день своей жизни Андерс просыпается голым в лифте незнакомого дома. Все что у него осталось — это презерватив, торчащий из задницы. Ни где он, ни как здесь оказался, вспомнить не удаётся, а до свадьбы остаётся всего два часа.
Совершенно так же начинаются и все последующие дни Андерса: тот же лифт, то же отсутствие одежды и тот же презерватив в том же месте… За несколько повторяющихся дней он обучается быстро доставать одежду, деньги, и изо дня в день пытается успеть на свою свадьбу, пока наконец это у него не получается.

## В ролях
- Хенрик Нурберг — Андерс Карлсон
- Лиса Кокк — Мария
- Мартин Форсстрём — Пьер
- Анна Йерпхаммар — Пернелла
- Дан Мальмер
- Виктория Сильвстедт — Розита

## Съёмочная группа
- Авторы сценария:
  - Мортен Кнутссон
  - Торкель Кнутссон
- Режиссёры:
  - Мортен Кнутссон
  - Торкель Кнутссон
- Операторы:
  - Йорген Бреннике
  - Эрик Маддисон
- Композитор: Юн Рекдаль

## Интересные факты
- Фильм — пародия на «День Сурка»
- Начальные титры фильма выполнены в духе Монти Пайтона